# Cuatro pasos por las nubes
Cuatro pasos por las nubes (en italiano: 4 passi fra le nuvole) es una película italiana de 1942 dirigida por Alessandro Blasetti. Está considerada como una de las películas precursoras del neorrealismo italiano, junto con títulos como Obsesión e I bambini ci guardano. Ha sido versionada en dos ocasiones: Era di venerdì 17 (1956) y Un paseo por las nubes (1995). Está incluida en la lista 100 film italiani da salvare.

## Sinopsis

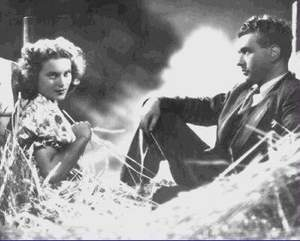
Cervi y Benetti en una escena de la película

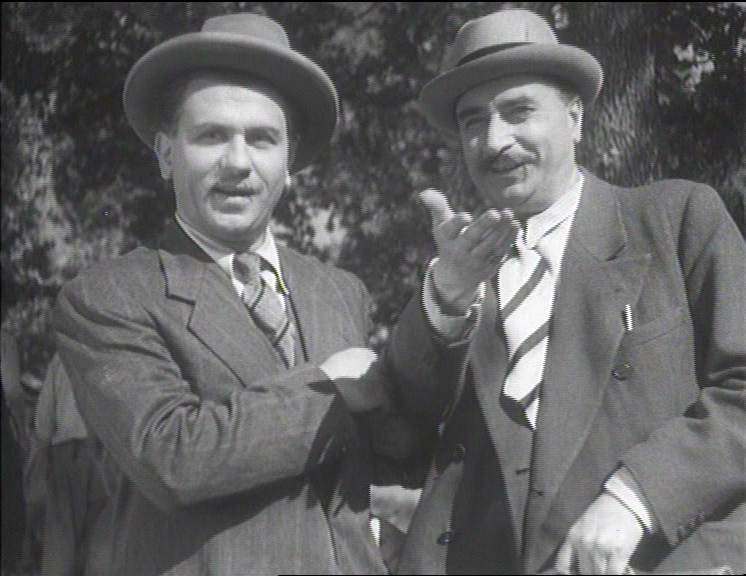
Fragmento de la película

La historia trata de un agente comercial de una fábrica de dulces con una vida familiar estable, aunque aburrida, en una gran ciudad del norte de Italia. Mientras viaja en un tren con destino al sur de Italia por negocios de empresa, la voz de una mujer joven le sorprende al ser expulsada del tren por el revisor de boletos. El agente se apiada de ella y la ayuda a permanecer en el tren. Acaba de ser abandonada por su novio al quedarse embarazada y ahora va de vuelta a la granja familiar. 
La joven le ruega al agente que vuelva a casa con ella y se haga pasar por su marido, aterrorizada de la reacción que sus padres podrían tener al descubrir que será madre soltera. El engaño solo tiene que durar un par de días, después de los cuales puede volver a su vida y trabajo normales y ella podrá afirmar haber sido abandonada. El agente decide que tomarse un par de días libres de trabajo es un pequeño precio a pagar para salvar el honor de la chica el resto de su vida y baja del tren junto con ella.
Al llegar a la granja, al agente le cuesta mantener la mentira, pero en un discurso apasionado convence el padre de la chica porque la deje quedarse a casa. Después, vuelve a su mujer y su familia sin mencionar el incidente.

## Reparto
- Gino Cervi - Paolo Bianchi
- Adriana Benetti - María
- Giuditta Rissone - Clara Bianchi
- Carlo Romano - Antonio, el conductor
- Guido Celano - Pasquale - hermano de María
- Margherita Seglin - Luisa, madre de María y Pasquale
- Aldo Silvani - Luca, padre de María y Pasquale
- Mario Siletti - factor del tren
- Oreste Bilancia -
- Gildo Bocci - contador del tren
- Arturo Bragaglia - viajero
- Anna Carena - maestra
- Pina Gallini - señora Clelia
- Luciano Manara -
- Armando Migliari - Antonio, el jefe de estación
- Enrico Viarisio -

## Estreno
La película se estrenó en Italia el 23 de diciembre de 1942. Unos años después, se estrenó en Estados Unidos el 20 de noviembre de 1948. The New York Times escribió muy positivamente en 1948.